# 小峰朝常
小峰 朝常（こみね ともつね、生没年不詳）は、南北朝時代の武将。

## 人物
兄の顕朝が惣領を継ぎ、朝常は父の親朝が創設した小峰家を継いで小峰城主となった。興国4年/康永2年(1343年)に父の親朝が足利尊氏に帰順したとき、朝常も尊氏に降った。当時の奥州には、まだ南朝勢力が残っており、朝常はこれを拒否している。南朝勢力は、北畠顕信を大将に陸奥国霊山城と宇津峰城を拠点に、幕府軍と戦っていた。この南朝勢力に対して、奥州幕府軍を統率する奥州管領の畠山家、吉良家両家は、正平2年/貞和3年(1347年)、正平7年/文和元年(1352年)、正平8年/文和2年(1353年)と立て続けに宇津峰城霊山城に攻撃を仕掛けた。朝常も幕府軍としてこの合戦に従軍し、南朝軍撃退に尽力した。